# The Thief and the Cobbler
The Thief and the Cobbler es una película animada canadiense, británica y estadounidense, estrenada por primera vez en 1993 y perteneciente al género fantástico. Su título se traduce literalmente del inglés como El ladrón y el zapatero, aunque en España se la conoce como El ladrón de Bagdad y en VHS como El zapatero y la princesa. Otro título también utilizado en Hispanoamérica es El zapatero mágico. Fue reestrenada en 1995 como Arabian Knight.

## Producción y lanzamiento
La película, famosa por su animación y por su larga producción, llena de obstáculos, retrasos y dificultades, fue concebida por el animador canadiense Richard Williams, quien trabajó 28 años en el proyecto. A partir de la producción en 1964, Williams pretendía que The Thief and the Cobbler fuera su obra maestra, y un hito en el arte de la animación. Debido a la financiación independiente y su compleja animación, The Thief and the Cobbler estuvo dentro y fuera de producción durante más de dos décadas, hasta que Williams, animado por su éxito como director de animación de ¿Quién engañó a Roger Rabbit?, firmó un acuerdo en 1990 para que Warner Bros. financiara y distribuyera la película. Este acuerdo no se concretó cuando Williams no pudo terminar la película a tiempo. Como Warner Bros. posteriormente se retiró del proyecto, The Completion Bond Company asumió el control de The Thief and the Cobbler y fue finalizado por el productor Fred Calvert, sin Williams.
En el proceso, Calvert completamente reeditó la película, eliminando muchas de las escenas de Williams y añadiendo canciones y locuciones, con el fin de hacerlo más comercial. Se estrenaron dos versiones: una fue proyectada en salas de cine de Australia y Sudáfrica en 1993 como The Princess and the Cobbler y la otra fue estrenada en los Estados Unidos en 1995 como Arabian Knight (y posteriormente lanzada en formato de vídeo doméstico bajo el título original de la película, The Thief and the Cobbler). La versión de The Princess fue distribuida por Majestic Films International y Arabian Knight por Miramax Family Films. Aunque ninguna de las versiones fue un éxito de taquilla, la historia de la película y la intención le ha dado un estatus de culto significativo entre los profesionales de la animación y los aficionados. Como muchos animadores de la época dorada de la animación estuvieron involucrados, el desarrollo de la película también juega un papel importante en la preservación de los conocimientos y habilidades de animación para la nueva generación de animadores.
Copias en vídeo de un workprint realizado durante la participación de Williams de la película suele circular dentro de subcírculos de animación. Además, varias personas y colectivos, de los fanes de la animación a Roy E. Disney, empresario de The Walt Disney Company, han iniciado proyectos de restauración destinadas a la creación de una edición de alta calidad de la película que pretendía reflejar la intención original de Williams, en la mayor medida posible. La producción de The Thief and the Cobbler, extendiéndose de 1964 a 1995, un total de 31 años, supera el récord Guinness de 20 años de la película de lengua alemana Tiefland (1954), teniendo de este modo el mayor período de producción de todos los tiempos para una película.
Mientras tanto, Disney comenzó a trabajar en Aladdín, que guarda ciertas similitudes con la historia, estilo y la estética de esta película; por ejemplo, el personaje de Zigzag tiene similitudes con Jafar y el genio, y también cuenta con un ave como aliada.
Tras su lanzamiento, la película fue la última aparición de Vincent Price (fallecido en 1993), quien grabó su diálogo desde 1967 a 1973.

## Argumento
En la época de Las mil y una noches, en una ciudad de oro, las tres bolas doradas que protegen la ciudad desaparecen misteriosamente mientras un guerrero tuerto se prepara para atacar la ciudad.
Debido a esta desaparición Tack, un humilde zapatero, y la princesa Yum-Yum deciden encontrar las bolas y  enfrentar al traicionero visir Zigzag y a un desafortunado ladrón que planea robárselas.

## Voces
- Vincent Price (ZigZag)
- Bobbi Page (Princesa YumYum)
- Steve Lively (Tack, El Zapatero)
- Eddie Carroll (El Ladrón)
- Mona Marshall (enfermera / bruja)
- Joan Sims (Mad and Holy Old Witch)
- Donald Pleasence (Phido, el buitre)
- Stanley Baxter (Gofer / Slap)
- Kenneth Williams (Goblet / Tickle)
- Clinton Sundberg (soldado moribundo)
- Windsor Davies (Jefe Roofless)
- Frederick Shaw (Goolie)
- Thick Wilson (Hook)
- Eddie Byrne (Hoof)
- Peter Clayton (bandido)
- Derek Hinson (bandido)
- Declan Mulholland (bandido)
- Mike Nash (bandido)
- Dermot Walsh (bandido)
- Ramsay Williams (bandido)

### En la reedición de 1995
- Matthew Broderick (Tack, El Zapatero)
- Jennifer Beals (Princesa YumYum)
- Eric Bogosian (Phido, el buitre)
- Toni Collette (enfermera)
- Jonathan Winters (El Ladrón)
- Clive Revill (Rey Nod)
- Kevin Dorsey (Guerrero Tuerto)
- Geoffrey Golden  (bandido)
- Tony Scannell (bandido)